# La Mazière-aux-Bons-Hommes
La Mazière-aux-Bons-Hommes – miejscowość i gmina we Francji, w regionie Nowa Akwitania, w departamencie Creuse.
Według danych na rok 1990 gminę zamieszkiwało 96 osób, a gęstość zaludnienia wynosiła 9 osób/km² (wśród 747 gmin Limousin La Mazière-aux-Bons-Hommes plasuje się na 511. miejscu pod względem liczby ludności, natomiast pod względem powierzchni na miejscu 542.).